# Презумпція невинуватості (телесеріал)
«Презумпція невинуватості» (англ. Presumed Innocent) — американський юридичний трилер міні-серіал, створений Девідом Келлі, заснований на однойменному романі 1987 року, написаному Скоттом Туроу. Серіал є першою телевізійною адаптацією книги після екранізації 1990 року з Гаррісоном Фордом і Браяном Деннегі. Прем’єра відбулася на Apple TV+ 12 червня 2024 року.

## Сюжет
Расті Сабіч працює окружним прокурором у Чикаго. Попри те, що має дружину, чоловік заводить таємний роман зі своєю колегою, Каролін Полхемус. Його життя перевертається з ніг на голову, коли до прокуратури надходить справа про жахливе вбивство Каролін, і Расті доручають його розслідування. Намагаючись зберегти в таємниці специфіку своїх стосунків із жертвою, щоб врятувати свій шлюб, Расті лише посилює становище і незабаром стає головним підозрюваним у вбивстві.

## Актори та персонажі
| Актор                 | Роль              |
| --------------------- | ----------------- |
| Джейк Джилленгол      | Расті Сабіч       |
| Рут Негга             | Барбара Сабіч     |
| Білл Кемп             | Раймонд Хорган    |
| О. Т. Фаґбенлі        | Ніко Делла        |
| Чейс Інфініті         | Джейден Сабіч     |
| Нана Менса            | Алана Родрігес    |
| Ренате Реінсве        | Керолін Полімус   |
| Пітер Сарсґаард       | Томмі Мольто      |
| Кінгстон Румі Сауфвік | Кайл Сабіч        |
| Елізабет Марвел       | Лотарингія Хорган |
| Лілі Рейб             | Герберт Кумагай   |
| Джеймс Хіроюкі Ляо    | Герберт Кумагай   |
| Вірджинія Кулл        | Євгенія           |
| Метью Алан            | Далтон Колдуелл   |
| Тейт Бірчмор          | Майкл Колдуелл    |
| Нома Думезвені        | Суддя Літтл       |
| Геббі Бінс            | Mya               |
| Марк Гарелік          | Ліам Рейнольдс    |
| Розанна Аркетт        | Кейт              |
| Сарунас Джей Джексон  | Кліфтон           |
| Марко Родрігес        | Браян Ратцер      |
| Мері Лінн Райскеб     | патологоанатом    |

## Сезони
| Сезон | Епізоди | Епізоди | Оригінальний показ | Оригінальний показ | Оригінальний показ |
| Сезон | Епізоди | Епізоди | Перший показ       | Останній показ     | Мережа             |
| ----- | ------- | ------- | ------------------ | ------------------ | ------------------ |
| 1     | 8       | 8       | 12 червня 2024     | 24 липня 2024      | Apple TV+          |

## Список серій

### Сезон 1 (2024)
| № | # | Назва                                                 | Режисер      | Сценарист                            | Перший ефір у США |
| --- | - | ----------------------------------------------------- | ------------ | ------------------------------------ | ----------------- |
| 1 | 1 | «Усі на позиціях» «Bases Loaded»                      | Анне Севіцкі | Девід Келлі                          | 12 червня 2024    |
| Заступник головного прокурора Расті Сабіч сповнений рішучості розслідувати жахливе вбивство своєї колеги Керолін Полімус.                       |   |                                                       |              |                                      |                   |
| 2 | 2 | «Народ проти Розата Сабіча» «People vs. Rozat Sabich» | Анне Севіцкі | Девід Келлі                          | 12 червня 2024    |
| Томмі Мольто збирає нові докази, а тимчасом Реймонд береться захищати Расті.                                                                    |   |                                                       |              |                                      |                   |
| 3 | 3 | «Нові подробиці» «Discovery»                          | Ґреґ Яйтанес | Мікі Джонсон, Девід Келлі            | 19 червня 2024    |
| Расті дізнається про докази проти нього. Барбара прагне захисти себе та свою сім'ю на тлі розкриття нових таємниць.                             |   |                                                       |              |                                      |                   |
| 4 | 4 | «Тягар доведення вини» «The Burden»                   | Ґреґ Яйтанес | Шарр Вайт, Девід Келлі               | 26 червня 2024    |
| Кайлу доводитися відповідати на питання, де він був у ніч убивства. Коли справа набуває непростого повороту, Томмі допитує сина Керолін.        |   |                                                       |              |                                      |                   |
| 5 | 5 | «Розминка перед грою» «Pregame»                       | Ґреґ Яйтанес | Шарр Вайт, Девід Келлі, Мікі Джонсон | 3 липня 2024      |
| Реймонд наполягає на невинуватості Расті, але напруга через судовий процес, що от-от має розпочатися, досягає в сім'ї Сабічів критичного рівня. |   |                                                       |              |                                      |                   |
| 6 | 6 | «Голі факти» «The Elements»                           | Ґреґ Яйтанес | Шарр Вайт, Мікі Джонсон              | 10 липня 2024     |
| Починається судовий процес. Приголомшливі події в залі суду загрожують зірвати слухання справи.                                                 |   |                                                       |              |                                      |                   |
| 7 | 7 | «Свідок» «The Witness»                                | Ґреґ Яйтанес | Шарр Вайт, Девід Келлі, Мікі Джонсон | 17 липня 2024     |
| Расті змушений змінити свою стратегію захисту. Томмі отримує тривожне послання.                                                                 |   |                                                       |              |                                      |                   |
| 8 | 8 | «Вирок» «The Verdict»                                 | Анне Севіцкі | Шарр Вайт, Девід Келлі, Мікі Джонсон | 24 липня 2024     |
| Розкривається вся правда про вбивство Керолін.                                                                                                  |   |                                                       |              |                                      |                   |

## Виробництво
У лютому 2022 року було оголошено, що Apple TV+ замовив восьмисерійну мінісеріальну адаптацію роману Скотта Туроу «Презумпція невинуватості», за сценарієм Девіда Келлі, який також виступив виконавчим продюсером разом з Дастіном Томасоном, Дж. Дж. Абрамсом, Беном Стівенсоном та Метью Тінкером. Келлі також виступив у ролі шоураннера. У грудні Джейк Джилленгол розпочав перемовини щодо головної ролі та виконавчого продюсера. Його затвердили в січні 2023 року, а до акторського складу nfrj; приєдналися Рут Негга, Білл Кемп та Елізабет Марвел. Ґреґ Яйтанес та Анне Севіцкі були обрані режисерами. У лютому до акторського складу увійшли Рената Реінсве, Пітер Сарсґаард, О. Т. Фаґбенлі, Лілі Рейб та Нана Менса, а в березні приєдналися Нома Думезвені, Геббі Бінс та Сарунас Джексон.
Зйомки розпочалися в лютому 2023 року в Пасадені, штат Каліфорнія.
12 липня 2024 року Apple TV+ продовжив серіал на другий сезон. 29 жовтня 2024 року стало відомо, що майбутній роман Джо Мюррея «Розтин вбивства» (Dissection Of A Murder) слугуватиме основою для другого сезону, запланованого на 2026 рік. У другому сезоні йтиметься про Лейлу Рейнольдс, адвоката, що опинилася в епіцентрі складної справи про вбивство. Наполегливе бажання обвинуваченої взяти Рейнольдс своїм адвокатом додає інтриги до сюжету. Такий фокус на менш досвідченому герої пропонує іншу перспективу, ніж досвідчений прокурор першого сезону, що потенційно відкриває нові шляхи для розповіді.

## Відгуки критиків
| Сезон | Відгуки критиків   | Відгуки критиків |
| Сезон | Rotten Tomatoes    | Metacritic       |
| ----- | ------------------ | ---------------- |
| 1     | 78 % (79 рецензій) | 64 (34 рецензій) |

#### Сезон 1
На сайті-агрегаторі рецензій Rotten Tomatoes перший сезон має 79 % «свіжості» на основі 79 рецензій із середнім рейтингом 6,4/10.
На Metacritic серіал отримав 64 бали зі 100 на основі 34 рецензій від кінокритиків, що свідчить про «загалом позитивні рецензії».